# Holle
Holle er en by og kommune i det centrale Tyskland med 7.076(2023) indbyggere, hørende under Landkreis Hildesheim i den sydlige del af delstaten Niedersachsen.
Den ligger omkring 15 km sydøst for Hildesheim, og 15 km vest for Salzgitter.

## Geografi
Holle er beliggende mellem højdedragene Vorholz mod nord, Lichtenberge (nordvestdelen af Salzgitter-højdedragene) mod øst og Hainberg mod sydøst. Floddalene til Innerste og Nette og skovområderne i ovennævnte højdedrag præger landskabet i kommunen, der ligger som en grøn kile mellem storbyområderne Hannover/Hildesheim og Braunschweig/Salzgitter.
Holle hørte allerede i middelalderen til landskabet Ambergau.

### Inddeling
Kommunen Holle består ud over hovedbyen Holle af ni landsbyer:
| Byer/bydele    | Indbyggertal |
| -------------- | ------------ |
| Holle          | 2.810        |
| Sottrum        | 871          |
| Grasdorf       | 802          |
| Heersum        | 725          |
| Sillium*       | 720          |
| Derneburg**    | 589          |
| Hackenstedt    | 481          |
| Luttrum        | 364          |
| Henneckenrode  | 94           |
| Söder          | 34           |
| Kommunen Holle | 7.490        |

* med bebyggelsen Wohldenberg
** med bebyggelsen Astenbeck
(Indb. pr. 30. april 2013)